# Olaf Wilkens
Olaf Wilkens es un deportista alemán que compitió en taekwondo. Ganó una medalla de bronce en el Campeonato Europeo de Taekwondo de 1994, en la categoría de +83 kg.

## Palmarés internacional
| Campeonato Europeo | Campeonato Europeo | Campeonato Europeo | Campeonato Europeo |
| Año                | Lugar              | Medalla            | Categoría          |
| ------------------ | ------------------ | ------------------ | ------------------ |
| 1994               | Zagreb (Croacia)   | Medalla de bronce  | +83 kg             |